# ناحیه‌ها و محله‌های برلین

بخش‌ها و محله‌های برلین

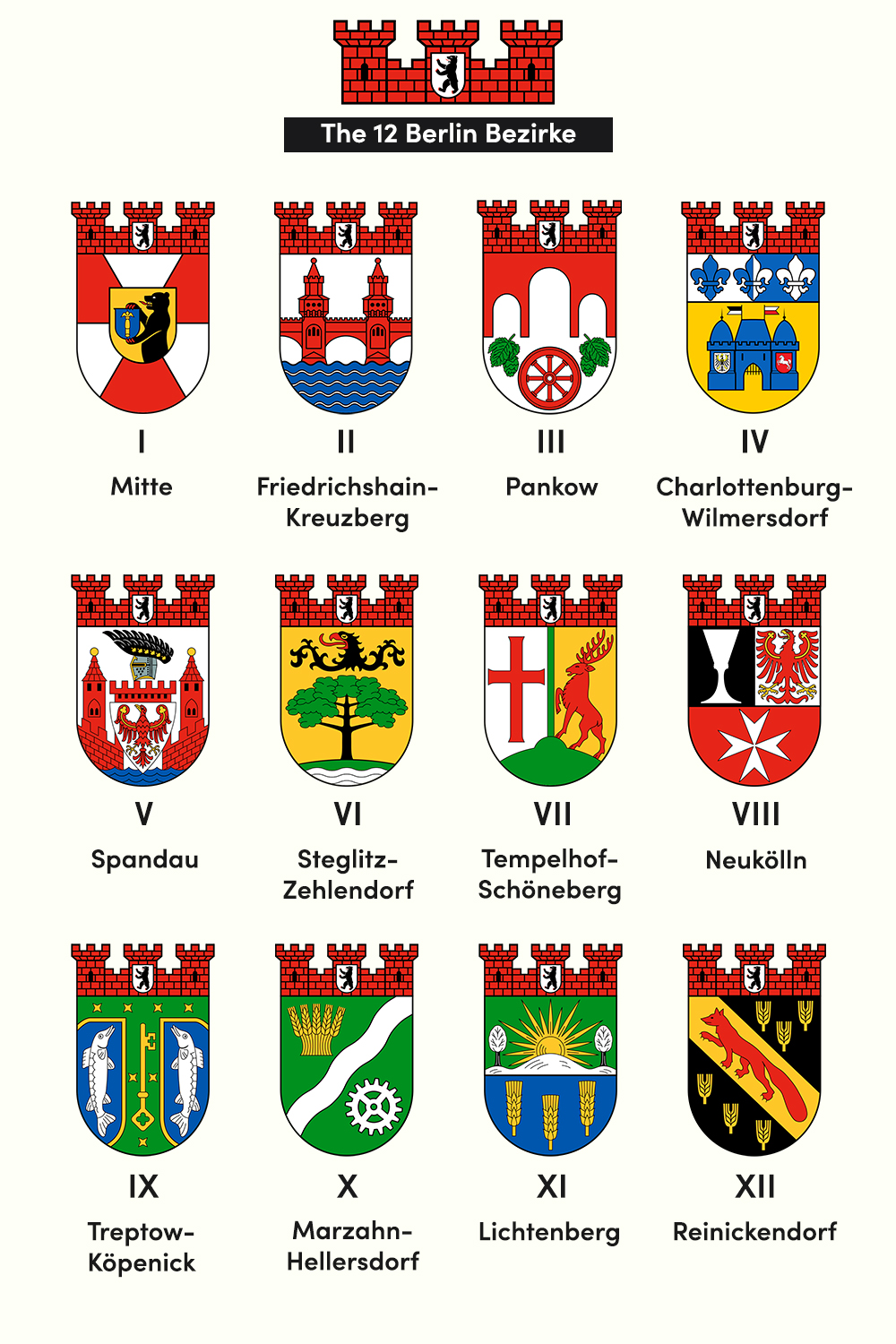
۱۲ بتزیکه برلین (بخش‌ها) - به دنبال اصلاحات منطقه ۲۰۰۱

برلین هم یک شهر است و هم یکی از ایالت‌های فدرال آلمان (ایالت شهر). از زمان اصلاحات اداری سال ۲۰۰۱، دوازده بخش یا ناحیه (به آلمانی: Bezirke، تلفظ [bəˈtsɪʁkə])، هر کدام دولت محلی خود را دارند، اگرچه همه بخشها تابع دولت برلین هستند.
هر بخش توسط یک شورای ناحیه (Bezirksamt) با پنج عضو (Bezirksstadträte) و یک شهردار ناحیه (Bezirksbürgermeister) اداره می‌شود. شورای بخش توسط شورای حوزه انتخاب می‌شود (Bezirksverordnetenversammlung). قدرت دولت‌های منطقه محدود و تابع مجلس سنای برلین است. شهرداران بخش‌ها شورایی از شهرداران تشکیل می‌دهند (Rat der Bürgermeister، به رهبری شهردار)، که به سنا مشاوره می‌دهد.

## تاریخ

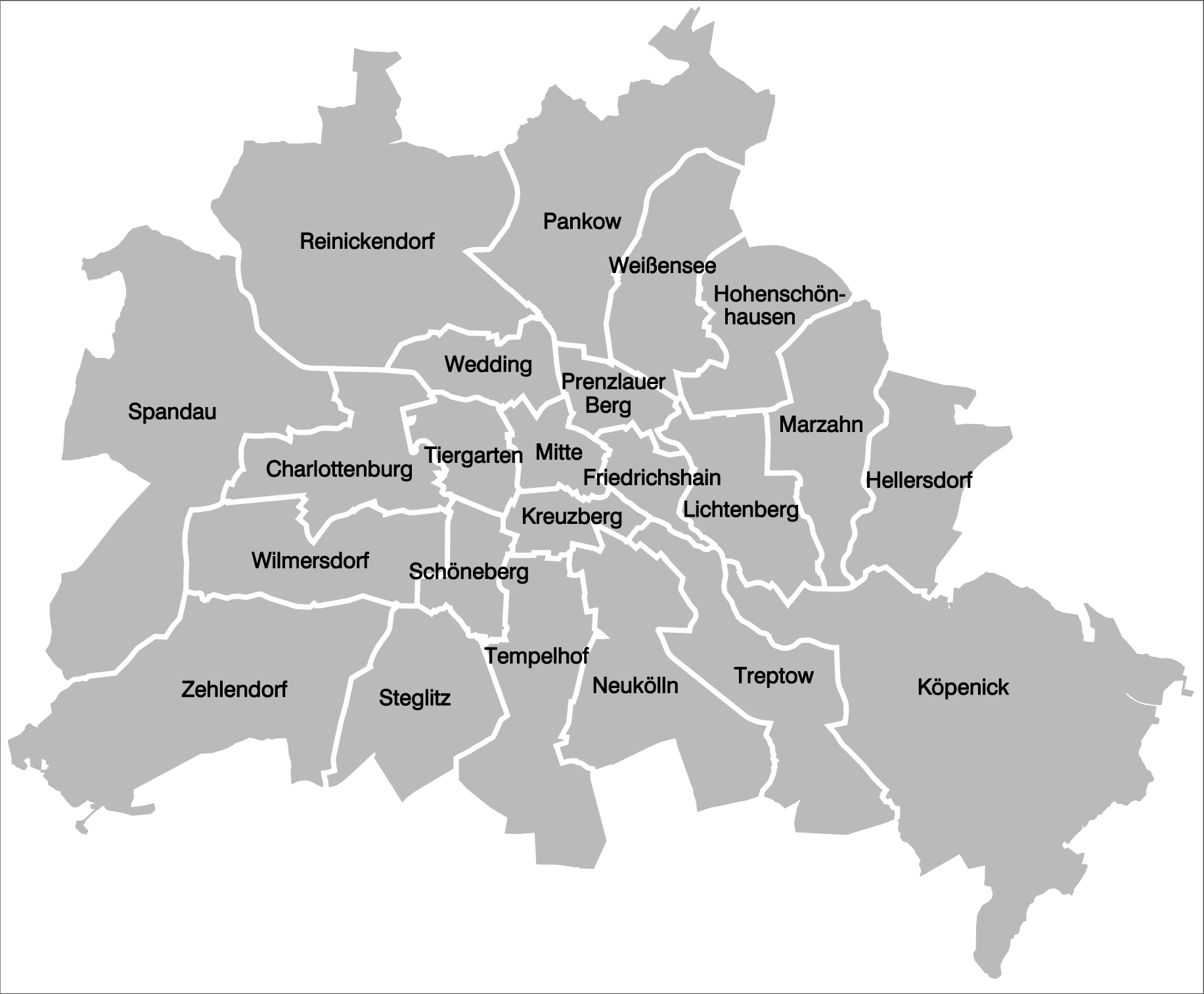
بیست و سه بخش سابق (۲۰۰۰–۲۰۰۰)

هر بخش از چندین زیرمجموعه یا محله تشکیل شده‌است (Ortsteile به آلمانی، که بعضاً در انگلیسی به آن محله می‌گویند). این محله‌ها به‌طور معمول دارای هویت تاریخی به عنوان شهرهای مستقل سابق، روستاها یا شهرداری‌های روستایی هستند که در سال ۱۹۲۰ به عنوان بخشی از قانون برلین بزرگ متحد شدند و پایه و اساس شهر و ایالت امروزی برلین را تشکیل می‌دهند. این محله‌ها نهادهای دولتی خاص خود را ندارند، اما برای برنامه‌ریزی و اهداف آماری توسط شهر و بخش‌ها شناخته می‌شوند. برلینی‌ها اغلب بیشتر از محله ای که آنها را اداره می‌کنند هویت می‌گیرند.
هنگامی که برلین بزرگ در سال ۱۹۲۰ تأسیس شد، این شهر به بیست محله سازماندهی شد، بیشتر آنها به نام بزرگترین محله خود، که اغلب یک شهر یا شهرداری سابق بودند نامگذاری شدند. دیگران، مانند کرویتسبرگ و پرنزلاوئر برگ، به دلیل ویژگی‌های جغرافیایی نامگذاری شدند.

تاج نقاشی دیواری از نشان‌های برلینر بزیرکه

تا سال ۲۰۰۰، برلین از ۲۳ ناحیه تشکیل شده بود، زیرا سه بخش جدید آن در سال ۱۹۹۰ از برلین شرقی به برلین بزرگ ملحق شدند. امروز برلین به دوازده ناحیه (بتسیرکه) تقسیم شده‌است.

## ناحیه‌ها
اصلاحات اداری در سال ۲۰۰۱، بخش‌های موجود را در ۱۲ منطقه فعلی ادغام کرد، همان‌طور که در زیر ذکر شده‌است.
| منطقه                    | جمعیت ۳۱ مارس ۲۰۱۰ | مساحت (کیلومتر مربع) | تراکم در هر کیلومتر مربع | نقشه |
| ------------------------ | ------------------ | -------------------- | ------------------------ | ---- |
| شارلوتنبورگ-ویلمرزدورف   | ۳۱۹٬۶۲۸            | ۶۴٫۷۲                | ۴۸۷۸                     |      |
| فریدریشزهاین - کرویتسبرگ | ۲۶۸٬۲۲۵            | ۲۰٫۱۶                | ۱۳۱۸۷                    |      |
| لیشتنبرگ                 | ۲۵۹٬۸۸۱            | ۲۹/۵۲                | ۴٬۹۵۲                    |      |
| مارتسان-هلرسدورف         | ۲۴۸٬۲۶۴            | ۶۱٫۷۴                | ۴٬۰۴۶                    |      |
| میته                     | ۳۳۲٬۹۱۹            | ۳۹٫۴۷                | ۸٬۲۷۲                    |      |
| نویکلن                   | ۳۱۰٬۲۸۳            | ۹۳/۴۴                | ۶۸۰۴                     |      |
| پانکوو                   | ۳۶۶٬۴۴۱            | ۱۰۳٫۰۱               | ۳٬۴۷۶                    |      |
| راینیکندورف              | ۲۴۰٬۴۵۴            | ۸۹٫۴۶                | ۲۷۱۲                     |      |
| اسپانداو                 | ۲۲۳٬۹۶۲            | ۹۱/۹۱                | ۲٬۴۴۱                    |      |
| اشتگلیتس-تسلندورف        | ۲۹۳٬۹۸۹            | ۱۰۲٫۵۰               | ۲٬۸۱۸                    |      |
| تمپلهوف-شونبرگ           | ۳۳۵٬۰۶۰            | ۰۹/۵۳                | ۶٬۲۵۶                    |      |
| ترپتوو-کوپنیک            | ۲۴۱٬۳۳۵            | ۱۶۸٫۴۲               | ۱۴۰۶                     |      |

## نشان‌های ملی ناحیه‌ها
| شارلوتنبورگ-ویلمرزدورف | فریدریشزهاین - کرویتسبرگ | لیشتنبرگ | مارتسان-هلرسدورف | میته | نویکلن | پانکوو | راینیکندورف | اشپانداو | اشتگلیتز-تسهلندورف | تمپلهوف-شونبرگ | ترپتو-کوپنیک |

## محلات
تا سال ۲۰۱۲، دوازده ناحیه برلین از مجموع ۹۶ محله (Ortsteile) تشکیل شده‌است. همه آنها به چندین منطقه دیگر تقسیم می‌شوند (در آلمان به عنوان Ortslagen , Teile , Stadtviertel , Orte و غیره تعریف می‌شود)) کوپنیک بزرگترین محله برلین است که مساحتی حدود ۳۴٫۹ کیلومتر مربع (۱۳٫۵ مایل مربع) دارد، کوچکترین محله برلین هانزفیرتل است با ۵۳ هکتار (۱۳۰ جریب فرنگی). نویکلن پرجمعیت‌ترین محله برلین با ۱۵۴۱۲۷ نفر جمعیت در سال ۲۰۰۹ است و کم جمعیت محله مالشوو فقط ۴۵۰ نفر (در سال ۲۰۰۸) جمعیت دارد.
01 میته
| محله‌ها            | مساحت (کیلومتر مربع) | جمعیت در سال 2008 | تراکم در هر کیلومتر مربع | نقشه |
| ----------------- | -------------------- | ----------------- | ------------------------ | ---- |
| (0101) میته       | ۱۰٫۷۰                | ۷۹٬۵۸۲            | ۷٬۴۴۵                    |      |
| (0102) موآبیت     | ۷٫۷۲                 | ۶۹٬۴۲۵            | ۸۹۹۳                     |      |
| (0103) هانزافیرتل | ۰٫۵۳                 | ۵٬۸۸۹             | ۱۱٬۱۱۱                   |      |
| (0104) تیرگارتن   | ۵٫۱۷                 | ۱۲٬۴۸۶            | ۲٬۴۱۵                    |      |
| (0105) ودینگ      | ۹٫۲۳                 | ۷۶٬۳۶۳            | ۸٬۲۷۳                    |      |
| (0106) گزوندبرونن | ۶٫۱۳                 | ۸۲٬۷۲۹            | ۱۳٬۴۹۶                   |      |

02 فریدریشزهاین-کرویتسبرگ
| محله‌ها              | مساحت (کیلومتر مربع) | جمعیت از سال 2008 | تراکم در هر کیلومتر مربع | نقشه |
| ------------------- | -------------------- | ----------------- | ------------------------ | ---- |
| (0201) فریدریشزهاین | ۹٫۷۸                 | ۱۱۴٬۰۵۰           | ۱۱٬۶۶۲                   |      |
| (0202) کرویتسبرگ    | ۱۰٫۴۰                | ۱۴۷٬۲۲۷           | ۱۴٬۱۸۴                   |      |

03 پانکوو
| محله‌ها                        | مساحت (کیلومتر مربع) | جمعیت از سال 2008 | تراکم در هر کیلومتر مربع | نقشه |
| ----------------------------- | -------------------- | ----------------- | ------------------------ | ---- |
| (0301) پرنزلاوئر برگ          | ۱۱٫۰۰                | ۱۴۲٬۳۱۹           | ۱۲۹۹۱                    |      |
| (0302) وایسنزه                | ۷٫۹۳                 | ۴۵٬۴۸۵            | ۵٬۷۳۶                    |      |
| (0303) بلانکنبورگ             | ۶٫۰۳                 | ۶۵۵۰              | ۱۰۸۶                     |      |
| (0304) هاینرسدورف             | ۳٫۹۵                 | ۶٬۵۸۰             | ۱۶۶۶                     |      |
| (0305) کارو                   | ۶٫۶۵                 | ۱۸٬۲۵۸            | ۲۷۴۶                     |      |
| (0306) اشتات‌راندزیدلونگ مالشو | ۵٫۶۸                 | ۱٬۱۶۶             | ۲۰۵                      |      |
| (0307) پانکوو                 | ۵٫۶۶                 | ۵۵٬۸۵۴            | ۹٬۸۶۸                    |      |
| (0308) بلانکن‌فلده             | ۱۳٫۴۰                | ۱٬۹۱۷             | ۱۴۴                      |      |
| (0309) بوخ                    | ۱۸٫۲۰                | ۱۳۱۸۸             | ۷۲۷                      |      |
| (0310) فرانتسوزیشه بوخهولتز   | ۱۲٫۰۰                | ۱۸٬۷۶۶            | ۱٬۵۶۰                    |      |
| (0311) نیدرشونهاوزن           | ۶٫۴۹                 | ۲۶۹۰۳             | ۴٬۱۴۵                    |      |
| (0312) روزنتال                | ۴٫۹۰                 | ۸٬۹۳۳             | ۱۸۲۳                     |      |
| (0313) ویلهلمسروه             | ۱٫۳۷                 | ۷٬۲۱۶             | ۵٬۲۶۷                    |      |

04 شارلوتنبورگ-ویلمرزدورف
| محله‌های                 | مساحت (کیلومتر مربع) | جمعیت از سال 2008 | تراکم در هر کیلومتر مربع | نقشه |
| ----------------------- | -------------------- | ----------------- | ------------------------ | ---- |
| (0401) شارلوتنبورگ      | ۱۰٫۶۰                | ۱۱۸۷۰۴            | ۱۱٬۱۹۸                   |      |
| (0402) ویلمرزدورف       | ۷٫۱۶                 | ۹۲۸۱۵             | ۱۲٬۹۶۳                   |      |
| (0403) شمارگن‌دورف       | ۳٫۵۹                 | ۱۹٬۷۵۰            | ۵٬۵۰۱                    |      |
| (0404) گرونه‌والد        | ۲۲٫۳۰                | ۱۰٬۰۱۴            | ۴۴۸                      |      |
| (0405) وست‌اند           | ۱۳٫۵۰                | ۳۷٬۸۸۳            | ۲۸۰۰                     |      |
| (0406) شارلوتنبورگ-نورد | ۶٫۲۰                 | ۱۷٬۳۲۷            | ۲۷۹۵                     |      |
| (۰۴۰۷) هالنزه           | ۱٫۲۷                 | ۱۳٬۹۶۶            | ۱۰۹۹۷                    |      |

05 اشپانداو
| محله‌های               | مساحت (کیلومتر مربع) | جمعیت از سال 2008 | تراکم در هر کیلومتر مربع | نقشه |
| --------------------- | -------------------- | ----------------- | ------------------------ | ---- |
| (0501) اشپانداو       | ۸٫۰۳                 | ۳۳٬۴۳۳            | ۴٬۱۶۴                    |      |
| (0502) هازل‌هورست      | ۴٫۷۳                 | ۱۳٬۶۶۸            | ۲۸۹۱                     |      |
| (0503) زیمنس‌شتات      | ۵٫۶۶                 | ۱۱۳۸۸             | ۲٬۰۱۲                    |      |
| (0504) اشتاکن         | ۱۰٫۹۰                | ۴۱٬۴۷۰            | ۳٬۸۱۰                    |      |
| (0505) گاتوو          | ۱۰٫۱۰                | ۳٬۹۰۸             | ۳۸۶                      |      |
| (0506) کلادوو         | ۱۴٫۸۰                | ۱۳٬۶۲۸            | ۹۲۲                      |      |
| (0507) هاکنفلده       | ۲۰٫۴۰                | ۲۶٬۳۳۷            | ۱٬۲۹۲                    |      |
| (0508) فالکن‌هاگنز فلد | ۶٫۸۸                 | ۳۴٬۷۷۸            | ۵٬۰۵۶                    |      |
| (0509) ویلهلمشتات     | ۱۰٫۴۰                | ۳۷٬۰۸۰            | ۳٬۵۵۸                    |      |

06 اشتگلیتس-زهلندورف
| محله‌های          | مساحت (کیلومتر مربع) | جمعیت از سال 2008 | تراکم در هر کیلومتر مربع | نقشه |
| ---------------- | -------------------- | ----------------- | ------------------------ | ---- |
| (0601) اشتگلیتس  | ۶٫۷۹                 | ۷۰٬۵۵۵            | ۱۰۳۹۱                    |      |
| (0602) لیشترفلده | ۱۸٫۲۰                | ۷۸٬۳۳۸            | ۴۳۰۰                     |      |
| (0603) لانکویتس  | ۶٫۹۹                 | ۴۰۳۸۵             | ۵٬۷۷۸                    |      |
| (0604) تسهلندورف | ۱۸٫۸۰                | ۵۷۹۰۲             | ۳٬۰۷۵                    |      |
| (0605) دالم      | ۸٫۳۹                 | ۱۴٬۹۶۶            | ۱٬۷۸۴                    |      |
| (0606) نیکولازه  | ۱۹٫۶۰                | ۱۵۸۹۹             | ۸۱۱                      |      |
| (0607) وانزه     | ۲۳٫۷۰                | ۹٬۰۴۴             | ۳۸۲                      |      |

07 تمپلهوف-شونبرگ
| محله‌های          | مساحت (کیلومتر مربع) | جمعیت از سال 2008 | تراکم در هر کیلومتر مربع | نقشه |
| ---------------- | -------------------- | ----------------- | ------------------------ | ---- |
| (0701) شونبرگ    | ۱۰٫۶۰                | ۱۱۶٫۷۴۳           | ۱۱٬۰۰۳                   |      |
| (0702) فریدناو   | ۱٫۶۵                 | ۲۶٬۷۳۶            | ۱۶۲۰۴                    |      |
| (0703) تمپلهوف   | ۱۲٫۲۰                | ۵۴٬۳۸۲            | ۴۴۵۸                     |      |
| (0704) ماریندورف | ۹٫۳۸                 | ۴۸٬۸۸۲            | ۵۲۱۱                     |      |
| (0705) مارینفلده | ۹٫۱۵                 | ۳۰٬۱۵۱            | ۳٬۲۹۵                    |      |
| (0706) لیشتنراد  | ۱۰٫۱۰                | ۴۹٬۴۵۱            | ۴۸۹۶                     |      |

08 نویکلن
| محله‌های             | مساحت (کیلومتر مربع) | جمعیت از سال 2008 | تراکم در هر کیلومتر مربع | نقشه |
| ------------------- | -------------------- | ----------------- | ------------------------ | ---- |
| (0801) نویکلن       | ۱۱٫۷۰                | ۱۵۴٬۱۲۷           | ۱۳٬۱۷۳                   |      |
| (0802) بریتس        | ۱۲٫۴۰                | ۳۸٬۳۳۴            | ۳٬۰۹۱                    |      |
| (0803) بوکوو        | ۶٫۳۵                 | ۳۸٬۰۱۸            | ۵٬۹۸۷                    |      |
| (0804) رودوو        | ۱۱٫۸۰                | ۴۱٬۰۴۰            | ۳٬۴۷۸                    |      |
| (0805) گروپیوس‌اشتات | ۲٫۶۶                 | ۳۵٬۸۴۴            | ۱۳٬۴۷۵                   |      |

09 Treptow-Köpenick
| محله‌های              | مساحت (کیلومتر مربع) | جمعیت از سال 2008 | تراکم در هر کیلومتر مربع | نقشه |
| -------------------- | -------------------- | ----------------- | ------------------------ | ---- |
| (0901) الت ترپتو     | ۲٫۳۱                 | ۱۰٬۴۲۶            | ۴٬۵۱۳                    |      |
| (0902) پلنتروالد     | ۳٫۰۱                 | ۱۰٬۶۱۸            | ۳٬۵۲۸                    |      |
| (0903) باومشولن‌وگ    | ۴٫۸۲                 | ۱۶٬۷۸۰            | ۳٬۴۸۱                    |      |
| (0904) یوهانیشتال    | ۶٫۵۴                 | ۱۷٬۶۵۰            | ۲۶۹۹                     |      |
| (0905) نیدرشونه‌وایده | ۳٫۴۹                 | ۱۰٬۰۴۳            | ۲۸۷۸                     |      |
| (0906) آلتگلینیکه    | ۸۹/۷                 | ۲۶۱۰۱             | ۳٬۳۰۸                    |      |
| (0907) آدلرزهوف      | ۶٫۱۱                 | ۱۵٬۱۱۲            | ۲٬۴۷۳                    |      |
| (0908) بوهنسدورف     | ۶٫۵۲                 | ۱۰۷۵۱             | ۱٬۶۴۹                    |      |
| (0909) اوبرشونه‌وایده | ۶٫۱۸                 | ۱۷٬۰۹۴            | ۲۷۶۶                     |      |
| (0910) کوپنیک        | ۳۴٫۹۰                | ۵۹٬۲۰۱            | ۱٬۶۹۵                    |      |
| (0911) فریدریشزهاگن  | ۱۴٫۰۰                | ۱۷٬۲۸۵            | ۱٬۲۳۳                    |      |
| (0912) رانسدورف      | ۲۱٫۵۰                | ۸٬۸۹۱             | ۴۱۴                      |      |
| (0913) گروناو        | ۹٫۱۳                 | ۵۴۸۲              | ۶۰۰                      |      |
| (0914) موگل‌هایم      | ۲۲٫۲۰                | ۶۳۵۰              | ۲۸۶                      |      |
| (0915) اشموک‌ویتس     | ۱۷٫۱۰                | ۴٬۱۱۷             | ۲۴۰                      |      |

10 مارتسان - هلرسدوف
| محله‌های          | مساحت (کیلومتر مربع) | جمعیت از سال 2008 | تراکم در هر کیلومتر مربع | نقشه |
| ---------------- | -------------------- | ----------------- | ------------------------ | ---- |
| (1001) مارتسان   | ۱۹٫۵۰                | ۱۰۲٬۳۹۸           | ۵۲۴۰                     |      |
| (1002) بیزدورف   | ۱۲٫۴۰                | ۲۴٬۵۴۳            | ۱٬۹۷۳                    |      |
| (1003) کالسدورف  | ۸٫۸۱                 | ۱۸٬۷۳۲            | ۲٬۱۲۶                    |      |
| (1004) ماهلسدورف | ۱۲٫۹۰                | ۲۶٬۸۵۲            | ۲٬۰۷۵                    |      |
| (1005) هلرسدورف  | ۸٫۱۰                 | ۷۲٬۶۰۲            | ۸٬۹۶۳                    |      |

11 لیشتنبرگ
| محله‌های                | مساحت (کیلومتر مربع) | جمعیت از سال 2008 | تراکم در هر کیلومتر مربع | نقشه |
| ---------------------- | -------------------- | ----------------- | ------------------------ | ---- |
| (1101) فردریشسفلده     | ۵٫۵۵                 | ۵۰٬۰۱۰            | ۹٬۰۱۱                    |      |
| (1102) کارلزهورست      | ۶٫۶۰                 | ۲۱۳۲۹             | ۳٬۲۳۲                    |      |
| (1103) لیشتنبرگ        | ۷٫۲۲                 | ۳۲٬۲۹۵            | ۴٬۴۷۳                    |      |
| (1104) فالکنبرگ        | ۳٫۰۶                 | ۱٬۱۶۴             | ۳۸۰                      |      |
| (1106) مالشوو          | ۱٫۵۴                 | ۴۵۰               | ۲۹۲                      |      |
| (1107) وارتنبرگ        | ۶٫۹۲                 | ۲٬۴۳۳             | ۳۵۲                      |      |
| (1109) نوی‌هوهنشون‌هاوزن | ۵٫۱۶                 | ۵۳٬۶۹۸            | ۱۰۴۰۷                    |      |
| (1110) آلت‌هوهنشون‌هاوزن | ۹٫۳۳                 | ۴۱٬۷۸۰            | ۴٬۴۷۸                    |      |
| (1111) فنپفول          | ۲٫۱۲                 | ۳۰٬۹۳۲            | ۱۴٬۵۹۱                   |      |
| (1112) روملس‌بورگ       | ۴٫۵۲                 | ۱۷٬۵۶۷            | ۳٬۸۸۷                    |      |

12 راینیکندورف
| محله‌های             | مساحت (کیلومتر مربع) | جمعیت از سال 2008 | تراکم در هر کیلومتر مربع | نقشه |
| ------------------- | -------------------- | ----------------- | ------------------------ | ---- |
| (1201) راینیکندورف  | ۱۰٫۵۰                | ۷۲٬۸۵۹            | ۶٬۹۳۹                    |      |
| (1202) تگل          | ۳۳٫۷۰                | ۳۳٬۴۱۷            | ۹۹۲                      |      |
| (1203) کونرادزهوهه  | ۲٫۲۰                 | ۵۹۹۷              | ۲٬۷۲۶                    |      |
| (1204) هایلیگنسی    | ۱۰٫۷۰                | ۱۷۶۴۱             | ۱٬۶۴۹                    |      |
| (1205) فروهناو      | ۷٫۸۰                 | ۱۷٬۰۲۵            | ۲٬۱۸۳                    |      |
| (1206) هرمسدورف     | ۶٫۱۰                 | ۱۶٬۵۰۳            | ۲٬۷۰۵                    |      |
| (1207) وایدمانزلوست | ۲٫۳۰                 | ۱۰٬۰۲۲            | ۴٬۳۵۷                    |      |
| (1208) لوبارس       | ۵٫۰۰                 | ۴٬۹۱۵             | ۹۸۳                      |      |
| (1209) ویتناو       | ۵٫۸۷                 | ۲۲٬۶۹۶            | ۳٬۸۶۶                    |      |
| (1210) مرکیشس فیرتل | ۳٫۲۰                 | ۳۵۲۰۶             | ۱۱٬۰۰۲                   |      |
| (1211) بورسیگوالده  | ۲٫۰۳                 | ۶٬۴۳۲             | ۳٬۱۶۸                    |      |